# Kalliojärvi (sjö i Kajanaland, lat 65,07, long 28,58)
Kalliojärvi är en sjö i Finland. Den ligger i kommunen Suomussalmi i landskapet Kajanaland, i den centrala delen av landet, 600 km norr om huvudstaden Helsingfors. Kalliojärvi ligger 195 meter över havet. Den är 9,7 meter djup. Arean är 1,06 kvadratkilometer och strandlinjen är 6,77 kilometer lång. Sjön  ingår i Ijo älvs huvudavrinningsområde. 